# Scawfell Island
Scawfell Island är en ö i Australien. Den ligger i delstaten Queensland, omkring 810 kilometer nordväst om delstatshuvudstaden Brisbane. Arean är 11,7 kvadratkilometer. Den sträcker sig 4,4 kilometer i nord-sydlig riktning, och 5,1 kilometer i öst-västlig riktning.